# 马库斯·梅普斯特德
马库斯·梅普斯特德（英語：Marcus Mepstead，1990年5月11日—），英国男子击剑运动员，2015年欧洲运动会男子花剑团体金牌得主、2016年欧洲击剑锦标赛男子花剑团体铜牌得主、2019年世界击剑锦标赛男子花剑个人银牌得主。